# Керменчик (Донецкая область)
Керменчи́к (укр. Керменчик; до 2016 г. — Октя́брьское) — посёлок в Великоновосёлковском районе Донецкой области Украины.
Население по переписи 2001 года составляло 1110 человек. Почтовый индекс — 85561. Телефонный код — 6243. Код КОАТУУ — 1421284001.

## Местный совет
85561, Донецкая область, Великоновосёлковский район, пос. Керменчик, ул. Гагарина, 4